# Normalitet (kemi)
Normalitet (N) är ett begrepp inom kemin som numera till stor del har undanträngts av molaritet.
I vissa fall används dock fortfarande normalitet, som till exempel vid hantering av syror och baser. 

Normalitet (N) ger då koncentrationen av aktiva specier i lösningen genom N = n*c där c är lösningens molaritet och n är antalet aktiva specier ämnet genererar. För syror innebär detta antalet protoner som avges från syran.
För HCl är n=1, vilket ger 1M HCl = 1N HCl 

För H2SO4,  är n=2, vilket ger 1M (H2SO4), = 2N (H2SO4). 

För H3PO4 är n=3, vilket ger 1M H3PO4 = 3N H3PO4